# قطعنامه ۹۳۷ شورای امنیت
قطعنامه ۹۳۷ شورای امنیت سازمان ملل متحد که در تاریخ ۲۱ جولای ۱۹۹۴ تصویب شد، سندی بین‌المللی دربارهٔ آبخاز، گرجستان است. این قطعنامه طی نشست ۳۴۰۷ام با ۱۴ رای موافق، ۰ مخالف و ۰ ممتنع تصویب شد.